# Partido judicial de Huéscar
El partido judicial de Huéscar es el partido judicial n.º 8  de la provincia de Granada y uno de los nueve partidos judiciales en los que se divide la provincia de Granada, en España.

## Ámbito geográfico
El ámbito territorial, que viene regulado por el Real Decreto 529/1983, de 9 de marzo, comprende los municipios de:
- Castilléjar
- Castril
- Galera
- Huéscar
- Orce
- Puebla de Don Fadrique